# Ftalato 4,5-cis-diidrodiolo deidrogenasi
La ftalato 4,5-cis-diidrodiolo deidrogenasi è un enzima appartenente alla classe delle ossidoreduttasi, che catalizza la seguente reazione:
cis-4,5-diidrossicicloesa-1(6),2-diene-1,2-dicarbossilato + NAD+ ⇄ 4,5-diidrossiftalato + NADH + H+
L'enzima è coinvolto nella via di degradazione dello ftalato, nei batteri.